# Oxyrhabdium modestum
Oxyrhabdium modestum är en ormart som beskrevs av Duméril 1853. Oxyrhabdium modestum ingår i släktet Oxyrhabdium och familjen snokar. Inga underarter finns listade i Catalogue of Life.
Denna orm förekommer i Filippinerna. Arten lever i låglandet och i bergstrakter upp till 1500 meter över havet. Habitatet varierar mellan fuktiga skogar och odlingsmark. Honor lägger ägg.
Beståndet hotas regionalt av skogsröjningar. Hela populationen antas vara stor. IUCN listar arten som livskraftig (LC).